# Chinese Television System
Chinese Television System (中華電視公司) è una rete televisiva in lingua cinese di Taiwan. La rete è stata fondata il 31 ottobre 1971, e per molto tempo è stata l'unica rete ad essere supportata da VHF a Taiwan. Inizialmente la rete televisiva nasce da una collaborazione fra il ministero dell'educazione e quello della difesa per fornire informazioni ai lavoratori governativi. Il 1º luglio 2006 CTS è stato rilevato da Taiwan Broadcasting System (TBS), il consorzio delle televisioni pubbliche dell'isola, con Public Television Service (PTS) come altro membro del gruppo.